# Tina Weirather
Christina "Tina" Weirather (Vaduz, 1989. május 24. –) olimpiai bronzérmes liechtensteini alpesi síző.
2020 márciusában bejelentette a visszavonulását.

## Világkupa-győzelmei

### Összetett
| Szezon | Szakág                 |
| ------ | ---------------------- |
| 2017   | Szuperóriás-műlesiklás |
| 2018   | Szuperóriás-műlesiklás |

### Versenygyőzelmek
Összesen 9 győzelem (7 szuperóriás-műlesiklás, 1 óriás-műlesiklás, 1 lesiklás)
| Dátum              | Helyszín               | Szakág                 |
| ------------------ | ---------------------- | ---------------------- |
| 2013. március 1.   | Garmisch-Partenkirchen | Szuperóriás-műlesiklás |
| 2013. december 14. | St. Moritz             | Szuperóriás-műlesiklás |
| 2013. december 22. | Val-d’Isère            | Óriás-műlesiklás       |
| 2015. március 7.   | Garmisch-Partenkirchen | Lesiklás               |
| 2016. február 21.  | La Thuile              | Szuperóriás-műlesiklás |
| 2016. március 17.  | St. Moritz             | Szuperóriás-műlesiklás |
| 2017. március 16.  | Aspen                  | Szuperóriás-műlesiklás |
| 2017. december 3.  | Lake Louise            | Szuperóriás-műlesiklás |
| 2018. március 3.   | Crans-Montana          | Szuperóriás-műlesiklás |